# Ахалцкаро
Ахалцкаро (груз. ახალწყარო) — село в Грузии, на территории Гардабанского муниципалитета края (мхаре) Квемо-Картли.

## География
Село находится в юго-восточной части Грузии, в пределах южного склона Телетского хребта, на расстоянии приблизительно 28 километров (по прямой) к северо-западу от города Гардабани, административного центра муниципалитета. Абсолютная высота — 660 метров над уровнем моря.

## Население
По результатам официальной переписи населения 2014 года в Ахалцкаро проживало 453 человека (225 мужчин и 228 женщин). В национальной структуре населения грузины составляли 99,6 %.
| Год  | Население, человек |
| ---- | ------------------ |
| 2002 | 487                |
| 2014 | ↘ 453              |